# Pavuvu
Pavuvu é a maior das Ilhas Russell na Província Central, Ilhas Salomão. Esta localizada a noroeste de Guadalcanal. Tem uma área de 120 km².
Durante a Segunda Guerra Mundial, a ilha foi usada como base para a 1.ª Divisão de Fuzileiros navais dos Estados Unidos durante as campanhas em Cape Gloucester e Peleliu contra o Império do Japão.